# Липецкий государственный педагогический университет
ФГБОУ ВО ЛГПУ имени П. П. Семёнова-Тян-Шанского — старейшее высшее учебное заведение города Липецка. Основан в 1949 году на базе Липецкого педагогического училища как учительский институт.

## Структура
С 1 февраля 2016 года в состав университета входят 6 профильных самостоятельных институтов, которые созданы на базе 13 функционировавших ранее факультетов:
- Институт филологии (ИФ)
- Институт психологии и образования (ИПиО)
- Институт естественных, математических и технических наук (ИЕМиТН)
- Институт истории, права и общественных наук (ИИПиОН)
- Институт культуры и искусства (ИКиИ)
- Институт физической культуры и спорта (ИФКиС)

Каждый институт представляет несколько больших направлений.
- Институт филологии[5]:
  - кафедра русского языка и литературы[6];
  - кафедра английского языка;
  - кафедра немецкого и французского языков;
  - кафедра лингвистики и межкультурной коммуникации[7];
  - кафедра русского языка как иностранного.
- Институт психологии и образования. Включил факультет педагогики и психологии:
  - кафедра психологии, педагогики и специального образования
  - кафедра социальной педагогики и социальной работы
  - кафедра дошкольного и начального образования. Прежнее наименование — кафедра начального и дошкольного образования.
- Институт естественных, математических и технических наук[8]:
  - кафедра биологии, географии и химии;
  - кафедра математики и физики;
  - кафедра информатики, информационных технологий и защиты информации;
  - кафедра технологии и технического творчества[9].
- Институт истории, права и общественных наук[10]:
  - кафедра отечественной и всеобщей истории[11];
  - кафедра государственно-правовых дисциплин;
  - кафедра философии. социологии и теологии[12];
  - кафедра управления[13].
- Институт культуры и искусства[14]:
  - кафедра музыкальной подготовки и социокультурных проектов[15];
  - кафедра изобразительного, декоративно-прикладного искусства и дизайна[16].
- Институт физической культуры и спорта[17]:
  - кафедра спортивных дисциплин[18];
  - кафедра теории и методики физической культуры[19];
  - кафедра АФК, физиологии и медико-биологических дисциплин[20].

## История
С 1931 года действовало Липецкое педагогическое училище, в котором велась подготовка учителей начальных классов.
В 1949 году на базе Липецкого педагогического училища был образован учительский институт. На тот момент в институте существовало 2 факультета: историко-филологический и физико-математическом. На них обучалось около 200 студентов. Первым руководителем института стал Борис Лаврентьевич Парфёнов.
В 1954 году, в связи с приобретением Липецком статуса областного центра, приказом Министерства просвещения РСФСР от 8
июня 1954 года учительский институт был преобразован в Липецкий государственный педагогический институт.
К концу 60-х годов для института была отведена территория в 105 000 м², на которой были возведены учебные корпуса и общежития для студентов и преподавателей. 1 сентября 1970 года институт занял новые корпуса.
На тот момент в институте было уже 8 факультетов: исторический, филологический, физико-математический, индустриально-педагогический, биолого-химический, художественно-графический, иностранных языков, физического воспитания и начальной военной подготовки.
С 1975 года в институте стали обучаться иностранные студенты.
10 октября 2000 года институт был преобразован в Липецкий Государственный Педагогический Университет.

## Состояние ЛГПУ на период до 2015 года
В состав университета входили: 13 факультетов, Институт культуры и искусства, 10 научных лабораторий. Среди них:
- лаборатория информационно-компьютерных технологий (специализация: защита информации);
- лаборатория нанотехнологий (специализация — физическая химия);
- лаборатория экологического мониторинга;
- лаборатория социального мониторинга;
- центр теологических исследований (совместно с Липецкой и Елецкой Епархией);
- центр переподготовки и повышения квалификации работников образования (совместно с Управлением образования и науки Липецкой области);
- лаборатория культурологических исследований наследия Липецкого края (совместно с Управлением культуры и искусства Липецкой области);
- лаборатория социологических исследований;
- центр психологических исследований (специализация — клиническая психология) и др.

Кроме того в состав университета входили факультет повышения квалификации, аспирантура (27 специальностей на начало 2010 года), центр довузовского и дополнительного образования, информационно-аналитический центр, подготовительные курсы.
С 1 декабря 2009 года решением Учёного совета университета было принято решение о реорганизации центра довузовского и дополнительного образования в Центр постдипломного образования ЛГПУ. Это стало следствием заявления президента РФ Д. А. Медведева о необходимости преобразования педагогических ВУЗов России в мощные центры образования. По мнению делегации экспертов Рособрнадзора, присутствовавшей в университете 20-22 ноября 2009 года, Липецкий педагогический университет имел все шансы стать одним из 5 таких центров образования в Центральном федеральном округе.
На 15 октября 2011 года в университете работали 457 преподавателей. Среди них 79 докторов наук и профессоров, 359 кандидатов наук, были Заслуженные деятели науки и культуры, члены Международной академии педагогического образования, Нью-Йоркской, Таджикской, Славянской Академий наук, Международной академии наук педагогического образования.
В течение 2007—2009 года в университете, в связи с задачами модернизации системы высшего образования страны были проведены серьёзные мероприятия, в частности по предложению Учёного совета университета, начиная с 1 сентября 2007 года значительно сократилось число мест на педагогические специальности при одновременном увеличении бюджетных мест на непедагогические направления подготовки (защита информации, клиническая психология, экология, регионоведение, прикладная информатика, прикладная математика, гуманитарные университетские специальности — история, культурология, перевод, журналистика).
В 2016 году вузу было присвоено имя географа-путешественника Петра Петровича Семенова-Тян-Шанского.
Возглавляет вуз с 2015 года кандидат педагогических наук, член Экспертного совета по дошкольному образованию при Комитете Государственной Думы по образованию и науке доцент Н. В. Федина.

### Факультеты и институты (до 1 февраля 2016)
- Филологический факультет (образован в 1954 году)
- Факультет физико-математических и компьютерных наук (образован в 1954 году)[2]
- Исторический факультет (образован в 1962 году)
- Факультет технологии и предпринимательства (образован в 1969 году)
- Естественно-географический факультет (образован в 1970 году)
- Факультет иностранных языков (образован в 1970 году)
- Факультет физической культуры и спорта (образован в 1970 году)
- Международный факультет (образован в 1975 году)
- Художественно-графический факультет (образован в 1978 году)
- Факультет повышения квалификации (образован в 1990 году)
- Факультет лингвистики и межкультурной коммуникации (образован в 1994 году)
- Факультет педагогики и психологии (образован в 1995 году)
- Факультет информационных и социальных технологий (образован в 1994 году)
- Институт культуры и искусства (образован в 2001 году)

## Новейшая история университета

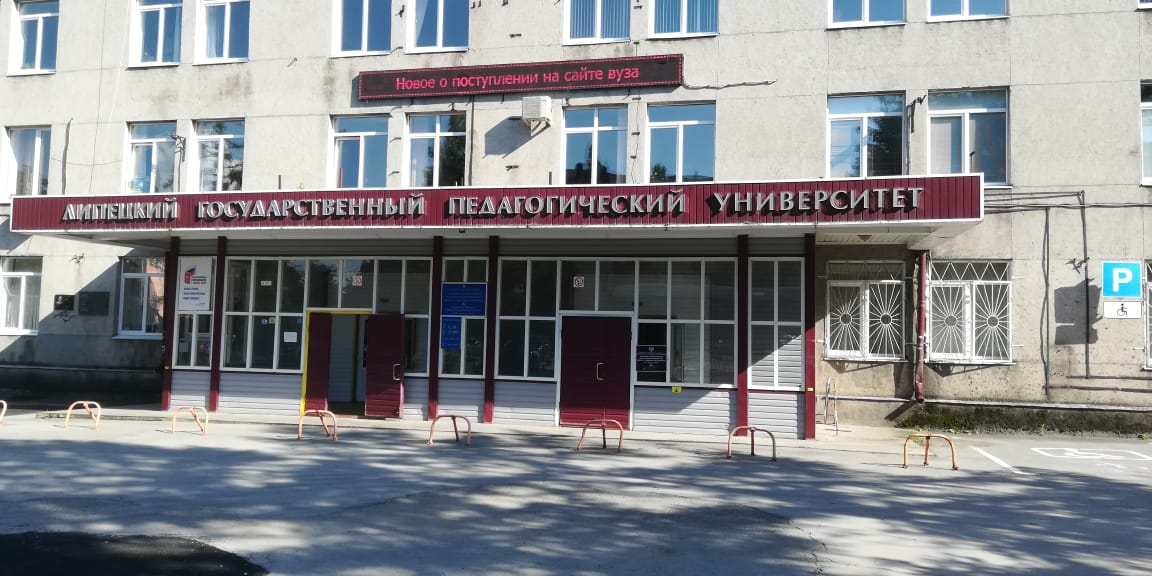
Здание учебного корпуса №1, 2020 год

В 2015 году в вузе началась масштабная реорганизация практически всех сфер жизни, направленная не только на стабилизацию процессов, но на опережающее развитие, интенсификацию деятельности и выработку новых стратегических ориентиров.
Вуз возглавила кандидат педагогических наук, доцент Нина Владимировна Федина. Первый проректор — доцент, философских кандидат наук Анатолий Александрович Комков, проректор по научной работе — профессор, доктор социологических наук Ирина Викторовна Бурмыкина, проректор по учебно-воспитательной и социальной работе — Денис Владимирович Кретов..

## Руководители
| Должность                                    | ФИО                         | Годы      | Всего лет руководства |
| -------------------------------------------- | --------------------------- | --------- | --------------------- |
| Директор института                           | Панфёров Борис Лаврентьевич | 1949-1954 | 5                     |
| Директор института                           | Поподько Трофим Ильич       | 1954-1958 | 4                     |
| Директор института                           | Карасёв Василий Иванович    | 1958-1960 | 2                     |
| Директор института/Ректор (с апреля 1961 г.) | Доманк Владимир Михайлович  | 1960-1961 | 1                     |
| Ректор                                       | Перелыгин Николай Семёнович | 1961-1970 | 9                     |
| Ректор                                       | Бабин Борис Николаевич      | 1970-1983 | 13                    |
| Ректор                                       | Карташов Павел Ильич        | 1983-1986 | 3                     |
| Ректор                                       | Шахов Василий Васильевич    | 1986-1988 | 2                     |
| Ректор                                       | Чернова Вера Фёдоровна      | 1988-2000 | 12                    |
| Ректор                                       | Бугаков Павел Георгиевич    | 2001-2015 | 14                    |
| Ректор                                       | Федина Нина Владимировна    | 2015-н.в. | 8                     |

## Известные преподаватели ЛГПИ-ЛГПУ
- Москаленко, Константин Александрович (1917 — 1984)
- Шмаков, Сталь Анатольевич (1931 — 1998)